# Morski piškur
Morski piškur (znanstveno ime Petromyzon marinus) je zajedavska vrsta piškurjev, ki je razširjena vzdolž evropskih in severno-ameriških obal severnega Atlantika, zahodnega Sredozemlja in v vodah Velikih jezer v Severni Ameriki.

## Opis
Morski piškur zraste do 90 cm v dolžino in je po hrbtu rjave, sive ali skoraj povsem črne barve, po trebušni strani pa je bel ali siv. Življenjski cikel morskega piškurja se začne v sladkih vodah, po nekaj letih pa ličinke doživijo preobrazbo in odplavajo v slano vodo, kjer začnejo zajedati ribe. Izjemoma lahko morski piškur parazitira gostitelja že pred selitvijo v slano vodo. Pri zajedanju ni izbirčen in kri sesa mnogo različnim vrstam rib. Na kožo gostitelja se pritrdi s pomočjo posebej oblikovanih ust, nato pa kožo predre s pomočjo množice zob in posebej za prediranje kože oblikovanega jezika. V kri gostitelja sprosti poseben izloček, ki preprečuje zgoščevanje krvi. Gostitelj običajno pogine zaradi izgube krvi ali okužbe. Po enem letu zajedanja se piškurji vrnejo v sladko vodo, kjer se drstijo, izležejo ikre in nato poginejo. Od preobrazbe do drstenja mine približno leto in pol. V nekaterih delih Evrope velja morski piškur za delikateso, v Sloveniji pa je zavarovana vrsta.